# Otón III del Sacro Imperio Romano Germánico
Otón III (julio de 980-23 de enero de 1002) fue el tercer emperador del Sacro Imperio Romano Germánico perteneciente al linaje de los Otones. Tras la derrota de Cabo Colonna (también conocida como Batalla de Stilo), su padre el emperador Otón II convocó a los magnates alemanes e italianos a una Dieta extraordinaria en Verona, en junio de 983, para elegirlo como su sucesor.

## El emperador niño

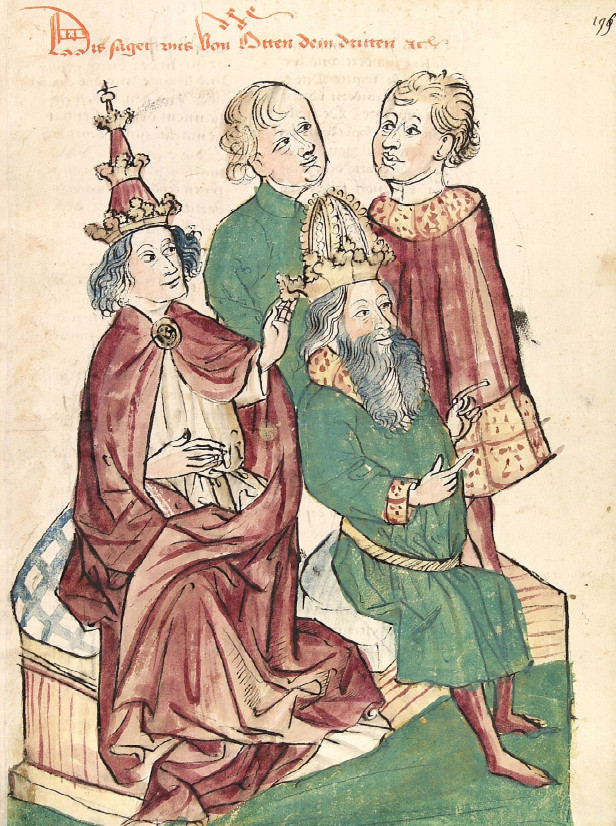
Otón III. es ungido emperador por Papa Gregorio V. Taller de Diebold Lauber, artista desconocido, alrededor de 1450.

Fue coronado rey de Alemania y ungido en Aquisgrán el 25 de diciembre de 983, poco después de la muerte de su padre (el 7 de diciembre), cuando tenía tan solo tres años. El primo segundo de Otón II, el duque Enrique II de Baviera, secuestró al niño con la intención de ejercer la regencia, y llegó a ser reconocido como rey en zonas importantes de Sajonia. Sin embargo, se vio obligado a entregar al niño a las llamadas "imperiales señoras". Después se constituyó un consejo donde su abuela paterna, Adelaida de Italia, y el arzobispo Willigis tuvieron un mayor peso. En el 995 es declarado mayor de edad, y logra así la plena potestad del poder.

## Soberano del Imperio

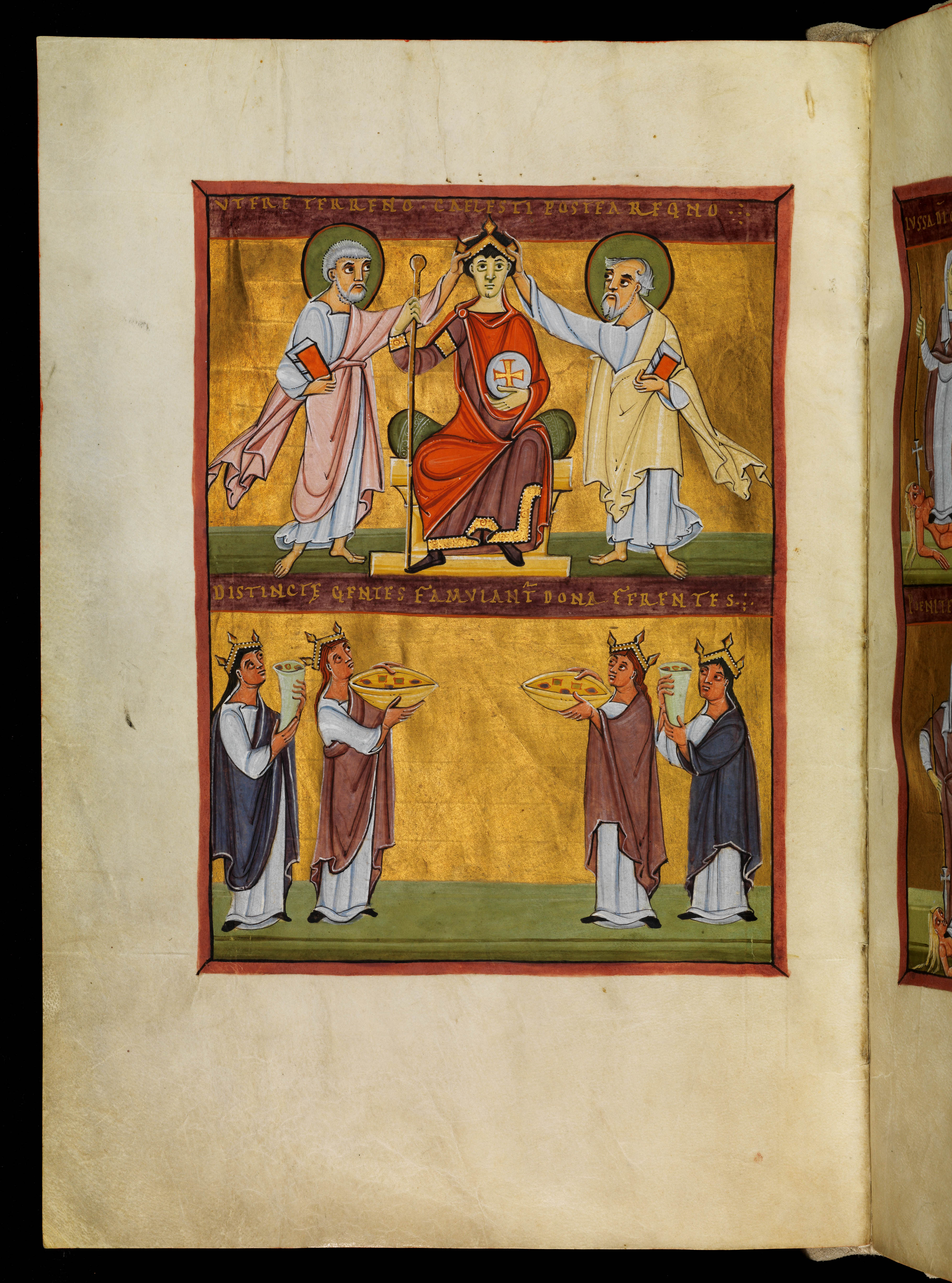
Coronación del emperador Otón III del Sacro Imperio Romano Germánico.

El nuevo monarca, influido por las tradiciones que le transmitió su madre, y por la educación de su tutor el arzobispo de Reims, Gerbert d'Aurillac (posteriormente elegido papa, con el nombre de Silvestre II), y el obispo Bernardo de Hildesheim entre otros, pretendió dejar a un lado la política heredada por su padre y por su abuelo y se marcó como objetivo recuperar el esplendor existente en el antiguo Imperio romano, esto es, efectuar la Renovatio Imperii Romanorum, proclamando su instauración mediante una bula papal. El Imperio había sido restaurado, y su centro se instauró en Roma, a donde se traslada Otón III tras un breve periodo en Alemania. A este respecto, Indro Montanelli y Roberto Gervaso señalan que "se hacía llamar emperador de los romanos, cónsul y senador (...) Se vestía como el basileus, se rodeaba de eunucos, imponía a la corte la liturgia de un protocolo bastante complicado, comía a solas, sentado en su trono, y quería que fuesen los nobles romanos quienes le sirvieran. Gerberto le había enseñado el griego y el latín, que sustituyeron al alemán como idioma oficial del Imperio (...). Como afirman otras fuentes, "[l]os carolingios y los otonianos crearon la impresión de una cultura dominante, determinada por Roma y por la Biblia". 
Es preciso recordar que el objetivo fundamental de la política de sus antecesores Otón I y Otón II consistía en consolidar su poder en las tres grandes regiones del Imperio: Renania, Italia Septentrional y Sajonia, si bien es cierto que controlaban parte del territorio de la Francia Oriental, que había pertenecido al Imperio Carolingio. Asimismo, emprendieron una política expansionista hacia el este de Europa: Bohemia, Polonia, Hungría, etc., territorios que son convertidos al cristianismo. El s. X se enmarca en el período histórico conocido como las Segundas Invasiones. Otón I había frenado las incursiones de los húngaros, obodritas y otros pueblos eslavos. Sin embargo, la derrota de Otón II en Cabo Colonna (expansión musulmana) frente a los sarracenos, que ya hemos mencionado más arriba, coincidió con los avances de los pueblos eslavos, lo que supuso la ralentización de los emperadores a finales del s. X.
Por otro lado, aparte de las invasiones de otros pueblos, tanto Otón I como Otón II tuvieron que hacer frente a los señores alemanes "(...) derrotándolos en batallas, deponiéndolos y reemplazándolos por sus propios parientes". En esto consistió, precisamente, su política interior, encaminada a la consolidación de su autoridad real.
Los aspectos más importantes del reinado de Otón III se corresponden, no tanto con la defensa frente a las sucesivas invasiones, ni con la pugna con el poder de los señores (que también mantuvo, por supuesto), sino con su relación con el papado y el territorio de Roma. 
En el año 961, Otón I acude al llamado de auxilio del papa Juan XII para luchar contra su antiguo vasallo Berengario. Su victoria le valió ser coronado como Emperador en 962. Otón I se había comprometido a "(...) no meterse en los asuntos de la Iglesia", pero luego de las conspiraciones del propio papa Juan XII contra él, comenzó un periodo marcado por la intromisión del Sacro Imperio en la elección de los pontífices.
Ese mismo año ayudó al papa Juan XV a sofocar una rebelión dirigida por un noble romano llamado Crescencio II. Muerto Juan XV, Otón III auspició la elección de su primo Bruno de Carintia como papa (Gregorio V), quien le coronó como emperador en Roma el 21 de mayo de 996. Cuando Otón abandonó Roma, en el año 997, Crescencio II logró deponer a Gregorio V y sustituirle por otro pontífice, Juan XVI (considerado antipapa). Otón regresó y, tras hacerse con el control de Roma en 998, mandó ejecutar a Crescencio y al antipapa en el Castillo de Sant'Angelo. Al fallecer misteriosamente Gregorio V en el año 999, planeó la elección del papa Silvestre II. 
El emperador Otón III hizo de Roma el centro administrativo de su imperio y recuperó costumbres y ceremonias romanas y bizantinas, pero manteniendo siempre un estrecho vínculo con la Iglesia. Reconstituyó el patriciado romano, y pretendió restaurar el Senado y el Consulado, autoproclamandose cónsul y restaurador del imperio.
Por otro lado, las ya mencionadas tradiciones maternas, al ser descendiente de la realeza bizantina, podrían explicar los sesgos cesaropapistas de su gobierno. Asimismo, por iniciativa propia se crearon sedes metropolitanas.

## El emperador religioso
Por otra parte, Otón III mantuvo buenas relaciones con el Principado de Polonia, donde entre otras cosas funda el arzobispado, así como con el príncipe Géza de Hungría y su hijo San Esteban I de Hungría. Contribuyó al proceso de cristianización de ambos Estados medievales y en particular con el ascenso del Principado húngaro al rango de reino en el 1000 con San Esteban como su primer rey, pues Otón III había sido el padrino de bautismo del Príncipe Geza. Hombre profundamente ascético, realizó algunas peregrinaciones entre los años 998 y 1000 por el sur de Italia. También visitó la tumba del obispo Adalberto de Praga (que murió martirizado) en Gniezno, actual Polonia, y la de Carlomagno en Aquisgrán.     

## Final
En su regreso a Roma tras la visita a Polonia y Aquisgrán, se percata de que los italianos ya no apoyaban su mandato. En febrero del año 1001 fue expulsado de Roma a raíz de un levantamiento de la población quienes le sitiaron tres días en su palacio, viéndose obligado a trasladarse a Rávena. Al dirigirse de nuevo hacia el sur para conquistar Roma con su ejército murió en el Castillo de Paterno, cerca de Civita Castellana, el 23 de enero de 1002.
Existen diversas teorías sobre la causa de su muerte. Algunas fuentes antiguas la relacionan con la malaria, otra versión acusa a la viuda de Crescencio, Estefanía, de envenenarle. El cuerpo de Otón fue traslado a Alemania y enterrado en Aquisgrán junto a Carlomagno, aunque no se ha encontrado su tumba. 
Enrique II, hijo de Enrique el Pendenciero, duque de Baviera (a su vez, sobrino de Otón I, abuelo de Otón III), le sucedió como rey de Alemania y, posteriormente, como emperador.